# Oritoniscus legrandi
Oritoniscus legrandi là một loài chân đều trong họ Trichoniscidae. Loài này được Dalens miêu tả khoa học năm 1965.